# Adam Kolarek
Adam Kolarek (né le 14 janvier 1989 à Baltimore, Maryland, États-Unis) est un lanceur de relève gaucher des Athletics d'Oakland de la Ligue majeure de baseball.

## Carrière
Joueur des Terrapins de l'université du Maryland, Adam Kolarek est choisi par les Mets de New York au 11e tour de sélection du repêchage de 2010. Il joue 6 saisons de ligues mineures comme lanceur de relève avec des clubs affiliés aux Mets de 2010 à 2015 avant de rejoindre l'organisation des Rays de Tampa Bay en 2016.
Il fait ses débuts dans le baseball majeur avec les Rays de Tampa Bay le 29 juin 2017.